# Meeboldia digitata
Meeboldia digitata är en flockblommig växtart som först beskrevs av Kljuykov, och fick sitt nu gällande namn av M.F.Watson. Meeboldia digitata ingår i släktet Meeboldia och familjen flockblommiga växter. Inga underarter finns listade i Catalogue of Life.